# Lucas Hernández
Lucas François Bernard Hernández (Marsiglia, 14 febbraio 1996) è un calciatore francese, difensore del Paris Saint-Germain e della nazionale francese, con cui è diventato campione del mondo nel 2018, vicecampione del mondo nel 2022 e ha vinto la UEFA Nations League 2020-2021.
Cresciuto nell'Atlético Madrid, con i Colchoneros ha vinto una Europa League (2017-18) e una Supercoppa UEFA (2018). Nel 2019 viene acquistato dal Bayern Monaco, dove ha conquistato tre Bundesliga (2019-20, 2020-21 e 2021-2022), una Coppa di Germania (2019-20), due Supercoppe tedesche (2020 e 2021), una UEFA Champions League (2019-20), una Supercoppa UEFA (2020) e una Coppa del mondo per club FIFA (2020).
Convocato dalla nazionale francese dal 2018, coi Bleus ha vinto il mondiale 2018 e la UEFA Nations League 2020-2021.

## Biografia
Di lontane origini spagnole (il bisnonno era originario di Gerona), è figlio di Jean-François Hernandez, ex difensore centrale e giocatore dell'Atlético Madrid nella stagione 2000-2001, nonché fratello maggiore di Theo Hernández, anch'egli calciatore. Sua madre, Laurence Pi, è originaria di Marsiglia.
Il 3 febbraio 2017, accusato di violenza domestica, viene arrestato dalla polizia spagnola nella sua abitazione di Las Rozas in seguito alla denuncia della compagna Amelia Ossa Llorente. In seguito al processo è stato condannato a 31 giorni di lavori socialmente utili e gli viene comminato un ordine di allontanamento di sei mesi a 500 m.
Nel giugno del 2017 sposa Amelia Ossa Llorente a Las Vegas e di ritorno dal viaggio di nozze viene arrestato per la violazione dell'ordinanza restrittiva. La coppia ha un figlio, Martín, nato il 1º agosto 2018.
Nell'ottobre 2021 ha rischiato la condanna a un anno di reclusione per presunta violazione di pena, ottenendo la sospensione dell'ordine di reclusione per quattro anni e una sanzione pecunaria di 96 000 euro.

## Caratteristiche tecniche
Considerato uno dei terzini migliori in circolazione, Lucas Hernández è mancino, ma usa in modo corretto ed efficace entrambi i piedi. Abile nel gioco aereo sia difensivo che offensivo, gioca prevalentemente come terzino sinistro in una difesa a quattro, ma nel corso degli anni è stato sempre più impiegato nel ruolo di difensore centrale.

## Carriera

### Club

#### Atletico Madrid
Dopo aver mosso i primi passi nel Rayo Majadahonda, a 11 anni entra nel settore giovanile dell'Atlético Madrid. Nel novembre 2013 è stato convocato in prima squadra per la prima volta in occasione del match di campionato contro il Villarreal, pur senza scendere in campo. Fa invece il suo debutto da professionista con l'Atlético Madrid B il 26 aprile 2014, nella gara persa per 1-0 contro la Real Sociedad B.
Il 3 dicembre 2014 gioca la sua prima partita in Coppa del Re con l'Atlético Madrid contro L'Hospitalet, restando in campo per tutti i 90 minuti. L'esordio in campionato con la prima squadra avviene invece durante la vittoriosa trasferta con l'Athletic Club, finita 4-1, sostituendo Guilherme Siqueira. Il 6 novembre 2018, in occasione della vittoria per 2-0 contro il Borussia Dortmund in Champions League, gioca la sua 100ª partita ufficiale con l'Atlético Madrid. Il 19 gennaio 2019 segna il suo primo gol ufficiale con la maglia dell'Atlético, aprendo le marcature nel 3-0 finale inflitto all'Huesca.

#### Bayern Monaco
Il 27 marzo 2019 passa ufficialmente al Bayern Monaco per 80 milioni di euro, diventando l'acquisto più costoso nella storia del club tedesco; il trasferimento diviene effettivo dal 1º luglio dello stesso anno. Nella prima stagione con il club bavarese centra il treble, conquistando campionato, Coppa nazionale e Champions League.

#### Paris Saint-Germain
Il 9  luglio 2023 viene acquistato a titolo definitivo dal Paris Saint-Germain per 45 milioni di euro,  con cui sottoscrive un contratto fino al 30 giugno 2028. Diventa un titolare nella difesa di Luis Enrique e, schierato come terzino sinistro, contribuisce ad allargare il suo palmarès con altri tre trofei nazionali: Ligue 1, Supercoppa francese e Coppa di Francia.
Il 2 maggio 2024 viene confermata la rottura del crociato che manterrà Lucas Hernandez fuori dal terreno di gioco almeno fino al prossimo dicembre.

### Nazionale
Lucas Hernández ha fatto l'esordio con i Bleus il 6 marzo 2012, giocando l'intero match dell'amichevole Under-16 Francia-Italia giocata a Coverciano. Nel 2014 veste le maglie della Francia Under-18 e Under-19, mentre nel 2015 esordisce con la Under-20 e nel 2016 con la Under-21.
Dopo essere stato monitorato dalla Spagna per una convocazione, nel marzo 2018 viene convocato dalla nazionale maggiore francese. Il 23 marzo 2018 fa il suo esordio con la selezione transalpina in occasione della sconfitta per 3-2 contro la Colombia. Il suo esordio è stato agevolato anche dalle precarie condizioni fisiche di Benjamin Mendy. Viene convocato per i mondiali 2018 in Russia, dove esordisce nella vittoria iniziale ottenuta contro l'Australia. Il 15 luglio 2018, al termine di una competizione in cui ha giocato da titolare ogni partita della squadra transalpina, si è laureato campione del mondo.

## Statistiche

### Presenze e reti nei club
Statistiche aggiornate al 1 gennaio 2025.
| Stagione                 | Squadra                  | Campionato               | Campionato | Campionato | Coppe nazionali | Coppe nazionali | Coppe nazionali | Coppe continentali | Coppe continentali | Coppe continentali | Altre coppe | Altre coppe | Altre coppe | Totale | Totale |
| Stagione                 | Squadra                  | Comp                     | Pres       | Reti       | Comp            | Pres            | Reti            | Comp               | Pres               | Reti               | Comp        | Pres        | Reti        | Pres   | Reti   |
| ------------------------ | ------------------------ | ------------------------ | ---------- | ---------- | --------------- | --------------- | --------------- | ------------------ | ------------------ | ------------------ | ----------- | ----------- | ----------- | ------ | ------ |
| 2013-2014                | Atlético Madrid B        | SDB                      | 4          | 0          | -               | -               | -               | -                  | -                  | -                  | -           | -           | -           | 4      | 0      |
| 2014-2015                | Atlético Madrid B        | SDB                      | 17         | 1          | -               | -               | -               | -                  | -                  | -                  | -           | -           | -           | 17     | 1      |
| Totale Atlético Madrid B | Totale Atlético Madrid B | Totale Atlético Madrid B | 21         | 1          |                 | -               | -               |                    | -                  | -                  |             | -           | -           | 21     | 1      |
| 2014-2015                | Atlético Madrid          | PD                       | 1          | 0          | CR              | 3               | 0               | UCL                | 0                  | 0                  | SS          | 0           | 0           | 4      | 0      |
| 2015-2016                | Atlético Madrid          | PD                       | 10         | 0          | CR              | 2               | 0               | UCL                | 4                  | 0                  | -           | -           | -           | 16     | 0      |
| 2016-2017                | Atlético Madrid          | PD                       | 15         | 0          | CR              | 5               | 0               | UCL                | 4                  | 0                  | -           | -           | -           | 24     | 0      |
| 2017-2018                | Atlético Madrid          | PD                       | 27         | 0          | CR              | 6               | 0               | UCL+UEL            | 3+8                | 0                  | -           | -           | -           | 44     | 0      |
| 2018-2019                | Atlético Madrid          | PD                       | 14         | 1          | CR              | 2               | 0               | UCL                | 5                  | 0                  | SU          | 1           | 0           | 22     | 1      |
| Totale Atlético Madrid   | Totale Atlético Madrid   | Totale Atlético Madrid   | 67         | 1          |                 | 18              | 0               |                    | 24                 | 0                  |             | 1           | 0           | 110    | 1      |
| 2019-2020                | Bayern Monaco            | BL                       | 19         | 0          | CG              | 3               | 0               | UCL                | 3                  | 0                  | SG          | 0           | 0           | 25     | 0      |
| 2020-2021                | Bayern Monaco            | BL                       | 23         | 0          | CG              | 1               | 0               | UCL                | 10                 | 1                  | SG+SU+Cmc   | 1+1+1       | 0           | 37     | 1      |
| 2021-2022                | Bayern Monaco            | BL                       | 25         | 0          | CG              | 1               | 0               | UCL                | 8                  | 0                  | SG          | 0           | 0           | 34     | 0      |
| 2022-2023                | Bayern Monaco            | BL                       | 7          | 0          | CG              | 1               | 0               | UCL                | 2                  | 1                  | SG          | 1           | 0           | 11     | 1      |
| Totale Bayern Monaco     | Totale Bayern Monaco     | Totale Bayern Monaco     | 74         | 0          |                 | 6               | 0               |                    | 23                 | 2                  |             | 4           | 0           | 107    | 2      |
| 2023-2024                | Paris Saint-Germain      | L1                       | 27         | 1          | CF              | 2               | 0               | UCL                | 11                 | 1                  | SF          | 1           | 0           | 41     | 2      |
| 2024-2025                | Paris Saint-Germain      | L1                       | 2          | 0          | CF              | 0               | 0               | UCL                | 1                  | 0                  | SF          | 0           | 0           | 3      | 0      |
| Totale Paris SG          | Totale Paris SG          | Totale Paris SG          | 29         | 1          |                 | 2               | 0               |                    | 12                 | 1                  |             | 1           | 0           | 44     | 2      |
| Totale carriera          | Totale carriera          | Totale carriera          | 191        | 3          |                 | 26              | 0               |                    | 59                 | 3                  |             | 6           | 1           | 282    | 7      |

### Cronologia presenze e reti in nazionale
| Cronologia completa delle presenze e delle reti in nazionale ― Francia | Cronologia completa delle presenze e delle reti in nazionale ― Francia | Cronologia completa delle presenze e delle reti in nazionale ― Francia | Cronologia completa delle presenze e delle reti in nazionale ― Francia | Cronologia completa delle presenze e delle reti in nazionale ― Francia | Cronologia completa delle presenze e delle reti in nazionale ― Francia | Cronologia completa delle presenze e delle reti in nazionale ― Francia | Cronologia completa delle presenze e delle reti in nazionale ― Francia |
| Data                                                                   | Città                                                                  | In casa                                                                | Risultato                                                              | Ospiti                                                                 | Competizione                                                           | Reti                                                                   | Note                                                                   |
| ---------------------------------------------------------------------- | ---------------------------------------------------------------------- | ---------------------------------------------------------------------- | ---------------------------------------------------------------------- | ---------------------------------------------------------------------- | ---------------------------------------------------------------------- | ---------------------------------------------------------------------- | ---------------------------------------------------------------------- |
| 23-3-2018                                                              | Saint-Denis                                                            | Francia                                                                | 2 – 3                                                                  | Colombia                                                               | Amichevole                                                             | -                                                                      | 76’                                                                    |
| 27-3-2018                                                              | San Pietroburgo                                                        | Russia                                                                 | 1 – 3                                                                  | Francia                                                                | Amichevole                                                             | -                                                                      |                                                                        |
| 28-5-2018                                                              | Saint-Denis                                                            | Francia                                                                | 2 – 0                                                                  | Irlanda                                                                | Amichevole                                                             | -                                                                      | 63’                                                                    |
| 1-6-2018                                                               | Nizza                                                                  | Francia                                                                | 3 – 1                                                                  | Italia                                                                 | Amichevole                                                             | -                                                                      | 62’                                                                    |
| 9-6-2018                                                               | Lione                                                                  | Francia                                                                | 1 – 1                                                                  | Stati Uniti                                                            | Amichevole                                                             | -                                                                      | 66’                                                                    |
| 16-6-2018                                                              | Kazan'                                                                 | Francia                                                                | 2 – 1                                                                  | Australia                                                              | Mondiali 2018 - 1º turno                                               | -                                                                      |                                                                        |
| 21-6-2018                                                              | Ekaterinburg                                                           | Francia                                                                | 1 – 0                                                                  | Perù                                                                   | Mondiali 2018 - 1º turno                                               | -                                                                      |                                                                        |
| 26-6-2018                                                              | Mosca                                                                  | Danimarca                                                              | 0 – 0                                                                  | Francia                                                                | Mondiali 2018 - 1º turno                                               | -                                                                      | 50’                                                                    |
| 30-6-2018                                                              | Kazan'                                                                 | Francia                                                                | 4 – 3                                                                  | Argentina                                                              | Mondiali 2018 - Ottavi di finale                                       | -                                                                      |                                                                        |
| 6-7-2018                                                               | Nižnij Novgorod                                                        | Uruguay                                                                | 0 – 2                                                                  | Francia                                                                | Mondiali 2018 - Quarti di finale                                       | -                                                                      | 33’                                                                    |
| 10-7-2018                                                              | San Pietroburgo                                                        | Francia                                                                | 1 – 0                                                                  | Belgio                                                                 | Mondiali 2018 - Semifinale                                             | -                                                                      |                                                                        |
| 15-7-2018                                                              | Mosca                                                                  | Francia                                                                | 4 – 2                                                                  | Croazia                                                                | Mondiali 2018 - Finale                                                 | -                                                                      | 41’                                                                    |
| 6-9-2018                                                               | Monaco di Baviera                                                      | Germania                                                               | 0 – 0                                                                  | Francia                                                                | UEFA Nations League 2018-2019 - 1º turno                               | -                                                                      |                                                                        |
| 9-9-2018                                                               | Saint-Denis                                                            | Francia                                                                | 2 – 1                                                                  | Paesi Bassi                                                            | UEFA Nations League 2018-2019 - 1º turno                               | -                                                                      | 62’                                                                    |
| 16-10-2018                                                             | Saint-Denis                                                            | Francia                                                                | 2 – 1                                                                  | Germania                                                               | UEFA Nations League 2018-2019 - 1º turno                               | -                                                                      |                                                                        |
| 7-9-2019                                                               | Saint-Denis                                                            | Francia                                                                | 4 – 1                                                                  | Albania                                                                | Qual. Euro 2020                                                        | -                                                                      | 80’                                                                    |
| 14-10-2019                                                             | Saint-Denis                                                            | Francia                                                                | 1 – 1                                                                  | Turchia                                                                | Qual. Euro 2020                                                        | -                                                                      | 49’                                                                    |
| 8-9-2020                                                               | Saint-Denis                                                            | Francia                                                                | 4 – 2                                                                  | Croazia                                                                | UEFA Nations League 2020-2021 - 1º turno                               | -                                                                      |                                                                        |
| 11-10-2020                                                             | Saint-Denis                                                            | Francia                                                                | 0 – 0                                                                  | Portogallo                                                             | UEFA Nations League 2020-2021 - 1º turno                               | -                                                                      |                                                                        |
| 14-10-2020                                                             | Zagabria                                                               | Croazia                                                                | 1 – 2                                                                  | Francia                                                                | UEFA Nations League 2020-2021 - 1º turno                               | -                                                                      | 83’                                                                    |
| 14-11-2020                                                             | Lisbona                                                                | Portogallo                                                             | 0 – 1                                                                  | Francia                                                                | UEFA Nations League 2020-2021 - 1º turno                               | -                                                                      | 82’                                                                    |
| 17-11-2020                                                             | Saint-Denis                                                            | Francia                                                                | 4 – 2                                                                  | Svezia                                                                 | UEFA Nations League 2020-2021 - 1º turno                               | -                                                                      | 46’                                                                    |
| 24-3-2021                                                              | Saint-Denis                                                            | Francia                                                                | 1 – 1                                                                  | Ucraina                                                                | Qual. Mondiali 2022                                                    | -                                                                      |                                                                        |
| 31-3-2021                                                              | Sarajevo                                                               | Bosnia ed Erzegovina                                                   | 0 – 1                                                                  | Francia                                                                | Qual. Mondiali 2022                                                    | -                                                                      |                                                                        |
| 2-6-2021                                                               | Nizza                                                                  | Francia                                                                | 3 – 0                                                                  | Galles                                                                 | Amichevole                                                             | -                                                                      |                                                                        |
| 8-6-2021                                                               | Saint-Denis                                                            | Francia                                                                | 3 – 0                                                                  | Bulgaria                                                               | Amichevole                                                             | -                                                                      | 46’                                                                    |
| 15-6-2021                                                              | Monaco di Baviera                                                      | Francia                                                                | 1 – 0                                                                  | Germania                                                               | Euro 2020 - 1º turno                                                   | -                                                                      |                                                                        |
| 23-6-2021                                                              | Budapest                                                               | Portogallo                                                             | 2 – 2                                                                  | Francia                                                                | Euro 2020 - 1º turno                                                   | -                                                                      | 36’ 46’                                                                |
| 7-10-2021                                                              | Torino                                                                 | Belgio                                                                 | 2 – 3                                                                  | Francia                                                                | UEFA Nations League 2020-2021 - Semifinale                             | -                                                                      |                                                                        |
| 13-11-2021                                                             | Parigi                                                                 | Francia                                                                | 8 – 0                                                                  | Kazakistan                                                             | Qual. Mondiali 2022                                                    | -                                                                      | 79’                                                                    |
| 25-3-2022                                                              | Marsiglia                                                              | Francia                                                                | 2 – 1                                                                  | Costa d'Avorio                                                         | Amichevole                                                             | -                                                                      |                                                                        |
| 3-6-2022                                                               | Saint-Denis                                                            | Francia                                                                | 1 – 2                                                                  | Danimarca                                                              | UEFA Nations League 2022-2023 - 1º turno                               | -                                                                      |                                                                        |
| 22-11-2022                                                             | Al Wakrah                                                              | Francia                                                                | 4 – 1                                                                  | Australia                                                              | Mondiali 2022 - 1º turno                                               | -                                                                      | 13’                                                                    |
| 7-9-2023                                                               | Parigi                                                                 | Francia                                                                | 2 – 0                                                                  | Irlanda                                                                | Qual. Euro 2024                                                        | -                                                                      | 73’                                                                    |
| 13-10-2023                                                             | Eindhoven                                                              | Paesi Bassi                                                            | 1 – 2                                                                  | Francia                                                                | Qual. Euro 2024                                                        | -                                                                      |                                                                        |
| 21-11-2023                                                             | Atene                                                                  | Grecia                                                                 | 2 – 2                                                                  | Francia                                                                | Qual. Euro 2024                                                        | -                                                                      | 85’                                                                    |
| 23-3-2024                                                              | Lione                                                                  | Francia                                                                | 0 – 2                                                                  | Germania                                                               | Amichevole                                                             | -                                                                      | 61’                                                                    |
| 5-6-2025                                                               | Stoccarda                                                              | Spagna                                                                 | 5 – 4                                                                  | Francia                                                                | UEFA Nations League 2024-2025 - Semifinale                             | -                                                                      | 72’                                                                    |
| 8-6-2025                                                               | Stoccarda                                                              | Germania                                                               | 0 – 2                                                                  | Francia                                                                | UEFA Nations League 2024-2025 - Finale 3º posto                        | -                                                                      | 61’                                                                    |
| Totale                                                                 |                                                                        | Presenze                                                               | 39                                                                     |                                                                        | Reti                                                                   | 0                                                                      |                                                                        |

## Palmarès

### Club

#### Competizioni nazionali
- Campionato tedesco: 4

Bayern Monaco: 2019-2020, 2020-2021, 2021-2022, 2022-2023
- Coppa di Germania: 1

Bayern Monaco: 2019-2020
- Supercoppa di Germania: 3

Bayern Monaco: 2020, 2021, 2022
- Supercoppa francese: 2

Paris Saint-Germain: 2023, 2024
- Campionato francese: 2

Paris Saint-Germain: 2023-2024, 2024-2025
- Coppa di Francia: 2

Paris Saint-Germain: 2023-2024, 2024-2025

#### Competizioni internazionali
- UEFA Europa League: 1

Atlético Madrid: 2017-2018
- Supercoppa UEFA: 3

Atlético Madrid: 2018
Bayern Monaco: 2020
Paris Saint-Germain: 2025
- UEFA Champions League: 2

Bayern Monaco: 2019-2020
Paris Saint-Germain: 2024-2025
- Coppa del mondo per club: 1

Bayern Monaco: 2020

### Nazionale
- Campionato mondiale: 1

Russia 2018
- UEFA Nations League: 1

2020-2021